# Я, ти, він, вона (фільм, 1974)
«Я, ти, він, вона» (фр. Je, tu, il, elle) — франко-бельгійський драматичний фільм 1974 року, поставлений бельгійською режисеркою Шанталь Акерман. У рамках святкування 30-ї річниці Премії «Тедді», фільм було обрано для показу на 66-му Берлінському міжнародному кінофестивалі в лютому 2016 року.
У березні 2016 року фільм увійшов до рейтингу 30-ти найвидатніших ЛГБТ-фільмів усіх часів, складеному Британським кіноінститутом (BFI) за результатами опитування понад 100 кіноекспертів, проведеного до 30-річного ювілею Лондонського ЛГБТ-кінофестивалю BFI Flare.

## Сюжет
Жулі у нестямі від горя після розриву зі своєю коханкою. Вона йде у добровільне ув'язнення і, закрившись у кімнаті, здійснює масу безглуздих дій. Двічі перефарбувавши стіни приміщення, Жулі звільняє його від меблів, без кінця береться за лист до коханої і весь цей час, цілий місяць харчується самим цукром. Коли запаси цукру закінчуються, дівчина виходить на вулицю і, зупинивши вантажівку, просить підвезти її. Разом з водієм вони їдуть по дорозі, зупиняючись у перекусних і кафе. Жінка приїжджає у квартиру коханки, та просить її піти геть. Жулі говорить, що голодна, і коханка годує її й дозволяє залишитися на ніч…

## У ролях
- Шанталь Акерман — Жулі
- Нільс Ареструп — Водій вантажівки
- Клер Ватьон — Подруга